# ブロア・ヤング駅
ブロア・ヤング駅（英語: Bloor–Yonge station）はカナダのオンタリオ州トロントにあるトロント市地下鉄の駅である。トロントで乗降者数が最も多い地下鉄駅であり、構内ではWi-Fiが使用可能である。

## 概要
チャールズ・B・ドルフィン（英語版）によって設計された同駅は、1954年にヤング・ユニバーシティ線のブロア駅として開業した。開業当初はブロア通りを走るトロント市電の地上駅と接続していたが、路面電車で運行されていたこの路線が1966年にブロア・ダンフォース線に置き換えられるとブロア・ヤング駅と呼ばれるようになった。しかしながら、ホームの駅名標には「ブロア」、もしくは「ヤング」と、それぞれの路線が交差する通りの名前のみが表記されている。
1996年にはエレベーターが設置され、トロント市地下鉄において最初のバリアフリー対応駅の一つとなった。
また、トロント中心部の地下鉄駅では唯一例外的に駅構内にトイレが整備されている。トイレが整備されている駅は他に10あるが、これらは全て郊外の駅であり、トロント交通局の始発駅にのみ設備を用意するという方針の結果である。

## 改良工事
その乗降者数の多さからブロア・ヤング駅では常にキャパシティが問題となってきた。過去にはパーティションを使った動線の誘導、ブロア・ヤング駅始発電車の随時投入といったような様々な対応をとってきていたが、ヤング・ユニバーシティ線自体の乗客数も限界に近づいているなどの要因から劇的な改善が見られることはなかった。
そのため2019年4月に現在島式ホームとなっているブロア・ダンフォース線の階に新しくケネディ方面行きのプラットフォームを建設し、2面2線での運用をする計画が策定された。トロント市地下鉄で3番目の乗降者数を誇るユニオン駅においても同様の改良工事が2011年から3年間かけて実施されたが、当計画では約10億カナダドルを投入して2026年までの完成を見込んでいる。

## 駅周辺
地上においてトロント交通局バスの97B, 300A, 300B, 320の4路線に乗り換えることができる。
近隣にはトロント・リファレンス・ライブラリーがあり、またハドソン湾会社等が入っているハドソンズ・ベイ・センターとは地下で接続している。